# Гмир (заказник)
Гмир — гідрологічний заказник місцевого значення в Україні. Розташований у межах Чернігівського району Чернігівської області, на захід від села Красне. 
Площа 136 га. Статус присвоєно згідно з рішенням Чернігівського облвиконкому від 27.12.1984 року № 454; рішення від 28.08.1989 року № 164; рішення від 31.07.1991 року № 159. Перебуває у віданні ДП «Чернігівське лісове господарство» (Красилівське л-во, кв. 29, 39, 40, 46, 47, 50, 51, 55). 
Статус присвоєно для збереження низинного сфагнового болота, розташованого на лівобережній заплаві річки Десна . Болото розташоване серед лісового масиву, в деревостані якого: вільха, верба, береза, на східних (більш піднятих) ділянках — сосна.